# Rinchen Zangpo
Rinchen Zangpo, Rinchen Sangpo, Rinchen Tsang Po ou Lochen Rinchen Sangpo (em tibetano: རིན་ཆེན་བཟང་པོ་; Wylie: rin chen bzang po; Khatse Wingir, Ngari, 958 — Khatse Wingir, 1055), também conhecido como Rinchen Wangchuk, Chai Dongpachen e Mahaguru Ratnabhadra, foi um dos principais lotsawas (tradutores de textos budistas em sânscrito para tibetano) durante o chamado período da "Escola da Nova Tradução" ou "Escola do Novo Mantra", que marcou a segunda difusão do budismo no Tibete. Rinchen Zangpo foi provavelmente a figura mais importante desse período, também conhecido como "Segunda Propagação do Budismo" no Tibete. As suas traduções incluem o Viśeṣastavaṭikā de Prajñāvarman, um autor budista do século VIII.
Juntamente com Drokmi Sakya Yeshe (c. 992~994 – 1074~1077), é considerado o iniciador da corrente Sarmapa. No entanto, contrariamente a Drokmi, não está inscrito em nenhuma das linhagens das escolas Sarmapa, embora seja comum ligá-lo a posteriori à corrente Kadampa, devido a ter sido brevemente discípulo de Atisha (982–1054).
Um dos seus associados famosos foi (Lochen) Legpai Sherab. Um dos discípulos de Zangpo, Guge Kyithangpa Yeshepal, escreveu a sua biografia. Segundo a tradição, Rinchen Zangpo construiu 108 mosteiros no Tibete Ocidental e no que é hoje o Ladaque e o Himachal Pradexe, então possessões do reino de Guge, incluindo o célebre mosteiro de Tabo, no vale de Spiti e de Poo, em Kinnaur.

## Biografia

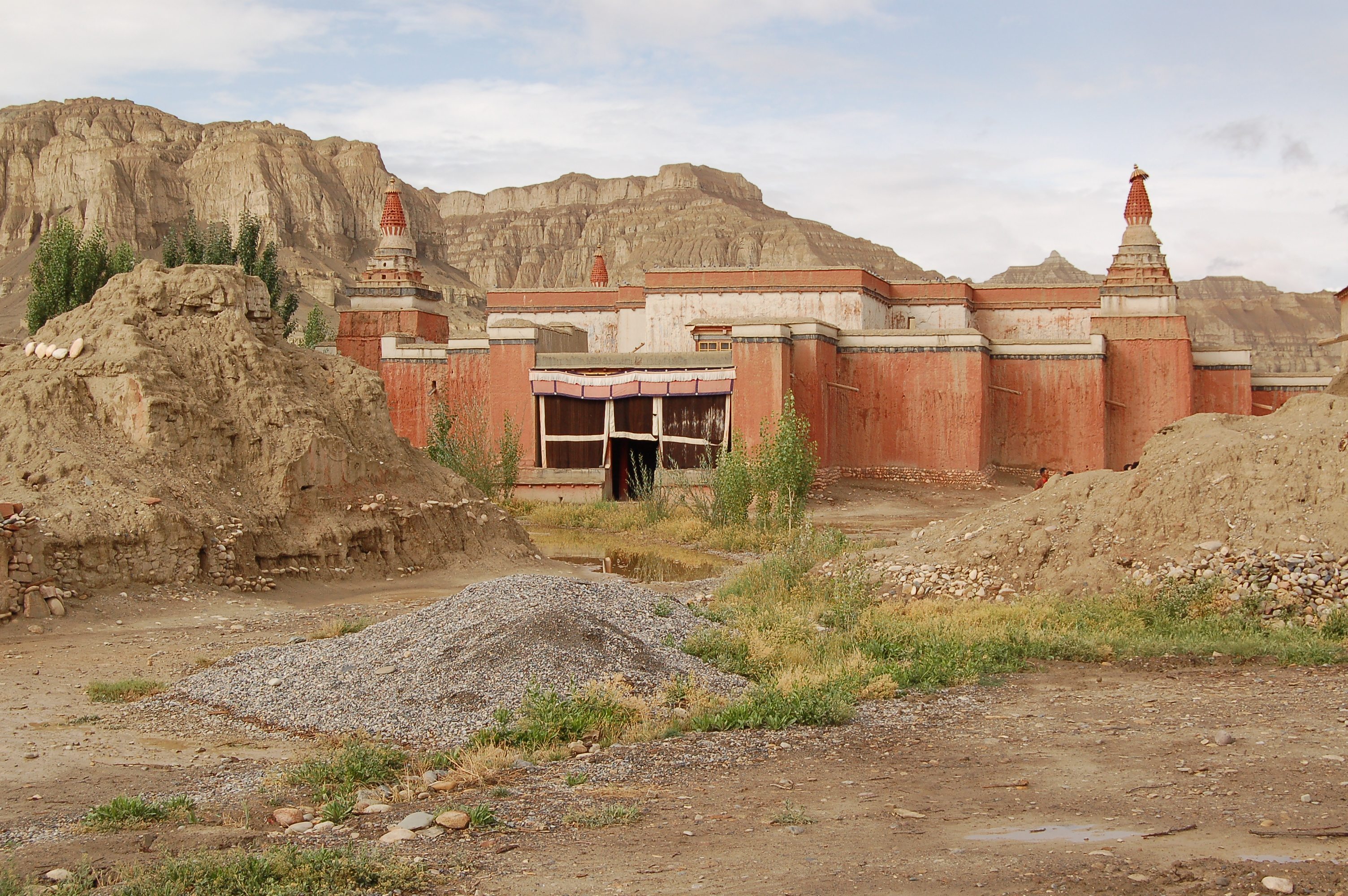
O Templo Vermelho do, capital do reino de Guge, no Tibete Ocidental, onde viveu Rinchen Zangpo

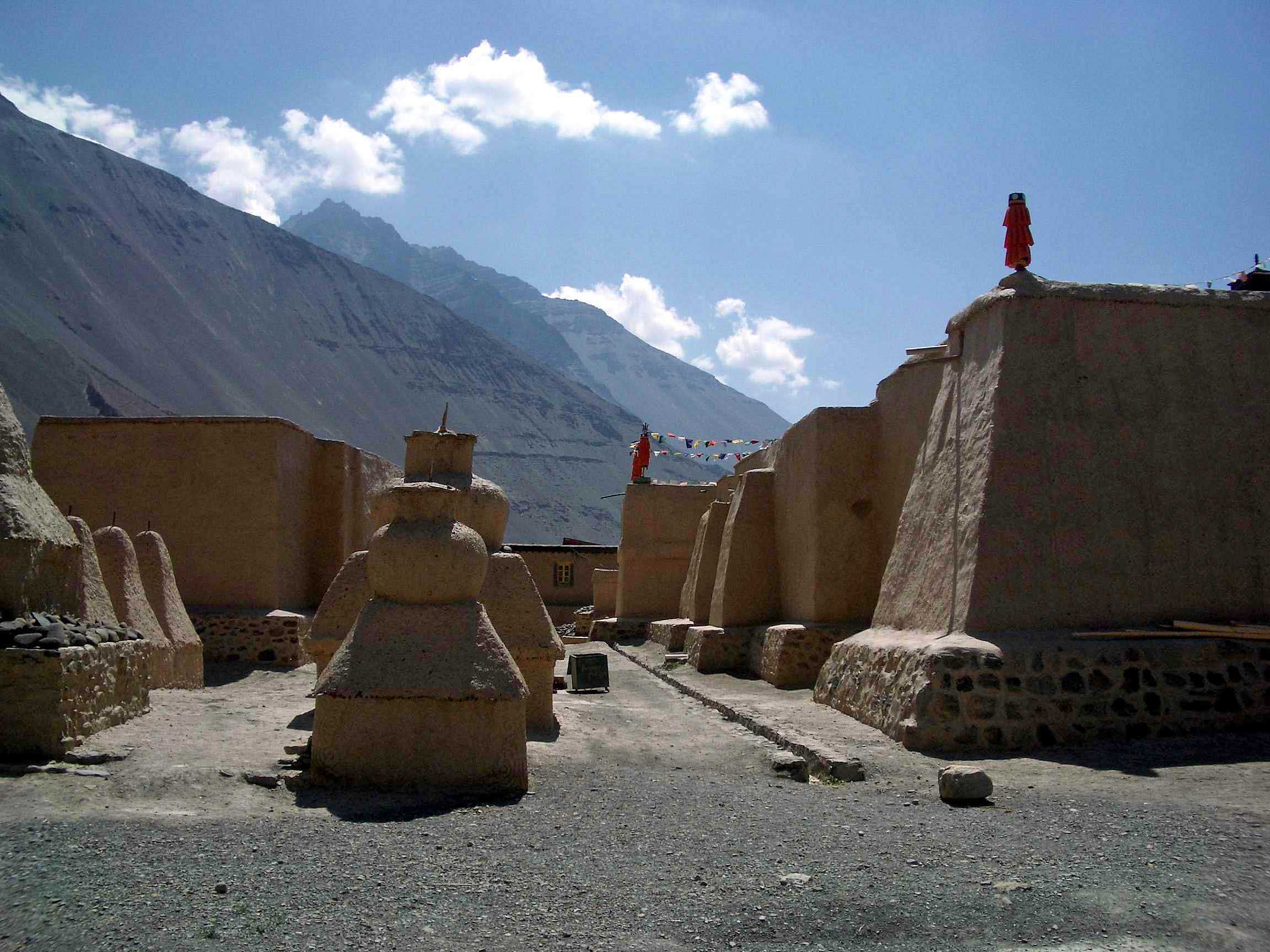
Mosteiro de Tabo, no vale de Spiti, Himachal Pradexe, um dos mosteiros fundados por Rinchen Zangpo

Rinchen Zangpo nasceu numa cidade chamada Khatse Wingir (khwa tse wing gir), no que é atualmente a prefeitura de Ngari, Tibete Ocidental. Pertencia ao clã Yudra (g.yu sgra), o que pode indicar que não era de etnia tibetana. Os seus pais chamaram-lhe Rinchen Wangchuk (rin chen dbang phyug). Teve uma irmã e dois irmãos, um mais velho e outro mais novo que ele. A irmã e o irmão mais novos fizeram votos religiosos. Embora os seus pais não fossem budistas, segundo a tradição, apoiaram a sua aspiração de criança de seguir a fé budista. Foi ordenado monge quando tinha 13 anos. pelo khenpo Yeshe Zangpo (mkhan po ye shes bzang po, d.u.). Em 975, quando ainda era adolescente, convenceu os pais a autorizarem-no a ir para a Índia estudar budismo. Segundo outras versões, essa sua ida para a Índia, mais precisamente Caxemira, deveu-se a uma ordem rei-monge de Guge Yesh-es-od (ca.  959–1040), que enviou 21 jovens monges para estudarem em centros budistas indianos e trazerem os seus ensinamentos para o Tibete. Algumas fontes identificam-o ou confundem-o com o seu patrono Yesh-es-od.
Rinchen Zangpo esteve em Caxemira durante treze anos, onde estudou budismo. Depois de algum tempo em Guge, voltou à Índia pelo menos uma vez (algumas fontes referem três idas à Índia), durante seis anos, acompanhado por alguns discípulos. Entre os seus mestres indianos (no total mais de 75, segundo algumas fontes) incluem-se Sradhakavarma (bram ze bde byed go cha), Legpa Zangpo, Gunamitra Pandita, Dharmasanta, Buddhashila e Kamala Gupta Pandita Segundo a lenda, quando voltou ao Tibete após a estadia em Caxemira, Rinchen Zangpo usou os seus conhecimentos budistas para desmascarar um mestre que atraía uma grande multidão levitando. Rinchen Zangpo terá apontado um dedo para ele, fazendo-o cair; o levitador fugiu e nunca mais se ouviu falar dele. Foi este incidente que o tornou conhecido pelo rei Yesh-es-od, algo que contradiz as versões mais comuns da história de Rinchen, segundo as quais ele teria ido para a Índia por ordem do rei ou patrocinado por este.
Yesh-es-od, cujo nome original era Songnge (srong nge) — Yesh-es-od ou Yeshe-Ö é uma abreviatura do seu nome de monge, Lha Lama Yeshe O (lha bla ma ye shes ´od) — estava empenhado em reformar e reavivar o budismo no Tibete, expurgando aquilo que ele considerava corrupções tibetanas da religião, que cresciam desde o colapso da Dinastia Yarlung em meados do século IX.
No seu regresso ao Tibete, Rinchen Zangpo levou consigo vários pânditas indianos, com os quais fundou um centro de tradução de textos em sânscrito para tibetano, onde foram produzidos mais de 150 textos, dos quais os mais influentes foram o Tantra de Guhyasamaja, o Coral do Nome de Manjusri (Ârya-Mañjushrî-Nâmasangîti ou Mañjuśrīnāmasamgīti) e o Trantra de Chakrasamvara (Discurso de Sri Heruka).[carece de fontes?]

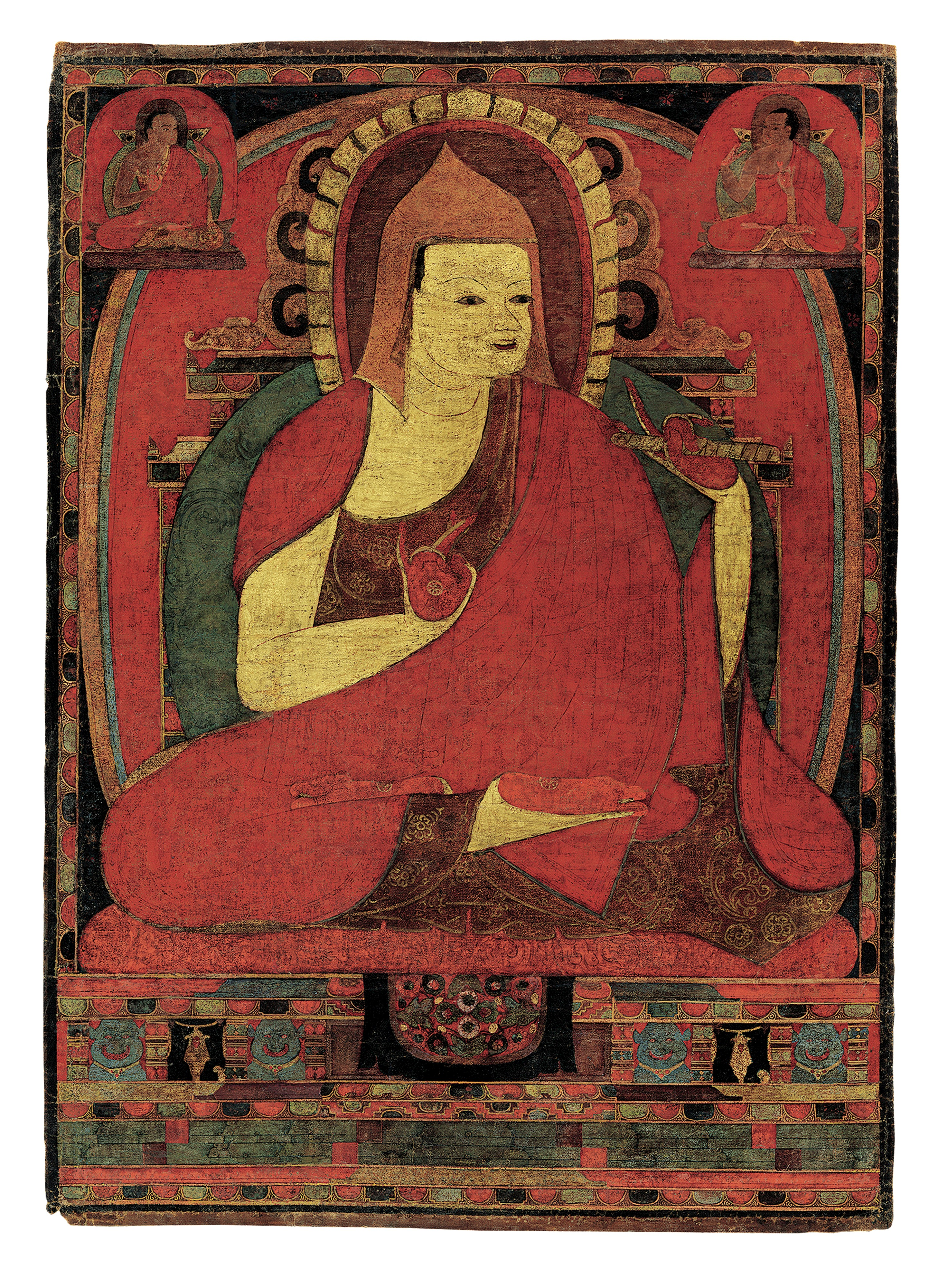
Thangka do século XII de Atisha, do acervo do Metropolitan Museum of Art de Nova Iorque, vinda dum mosteiro Kadampa do Tibete

Rinchen Zangpo só conheceu grande mestre bengalês Atisha quando era bastante idoso (85 anos segundo algumas fontes). Atisha foi insistentemente convidado por Yesh-es-od para ensinar o darma budista, mas quando finalmente aceitou deixar o seu mosteiro de Vikramashila (atualmente no estado indiano de Biar) já reinava em Guge Chang-chub-od (ou Jangchub Ö), o sucessor de Yesh-es-od. Conta-se que quando Atisha chegou a Toling, a capital de Guge, o único monge que não se levantou para o saudar em sinal de respeito foi Rinchen Zangpo, que deve ter ficado muito irritado por se sentir preterido. No entanto, de acordo com a tradição, o velho Rinchen acabou por ser conquistado pelo brilho intelectual do mestre indiano, a cujos pés acabou por se sentar. Atisha passou os últimos doze anos da sua vida no Tibete, primeiro no Tibete Ocidental — esteve dois anos em Tholding — e depois no Tibet Central. É a ele que se deve a introdução do budismo Vajrayana, com o seu esoterismo tântrico, no Tibete, e também a fundação da escola Kadampa, percursora da Gelugpa. Rinchen Zangpo aperfeiçoou com Atisha os seus conhecimentos do Trantra de Chakrasamvara.[carece de fontes?]
Quando esteve em Caxemira, Rinchen Zangpo estou também o tratado de medicina ayurvédica Ashtanga Samhita (em tibetano: Yan-lag brGyad-pa’i sNying-po bsdus-par) e o seu comentário Chandrika (Dhaser), além do tratado veterinário sobre cavalos Shalihotra Asvayur Samhita. A sua tradução destes textos contribui para o avanço da medicina tibetana.
Rinchen Zangpo é também conhecido por ter sido o fundador de numerosos mosteiros (108 segundo a tradição, um número sagrado na numerologia budista), situados no Ngari e no que são hoje o Ladaque e o Himachal Pradexe, no norte da Índia. Entre estes figuram o de mosteiro de Tabo, no vale de Spiti, Poo, em Kinnaur, Myarma (ou Nyarma) no Ladaque (então chamado Maryul), Khachar em Burang e mosteiro real de Toling em Guge.
Os seus quatro principais discípulos foram Lochung Legpe Sherap, Gungshing Tsöndru Gyaltsen, Drapa Shönu Sherap e Kyinor Jnana. A sua biografia foi escrita por Gugé Kyithangpa Yeshepal. Segundo a tradição, as suas relíquias foram depositadas num chorten do Lakhang Karpo do mosteiro de Toling, na capital de Guge.[carece de fontes?] É considerado uma encarnação de Rastrapala, um discípulo de Buda.

## Bibligrafia
- Chan, Victor (1998), Tibet: guide du pèlerin, ISBN 9782880862176 (em francês), Editions Olizane, consultado em 29 de maio de 2018
- Gangnegi, Hera Paul (1998), «A Critical Note on the Biographies of Lo chen Rin chen bZang po», Dharamsala, Tibet Journal, ISSN 0970-5368 (em inglês), 23 (1): 38–48, OCLC 2641780
- Gardner, Alexander (julho de 2011), «Rinchen Zangpo», The Treasury of Lives: Biographies of Himalayan Religious Masters, consultado em 29 de maio de 2018
- ʼGos Lo-tsā-ba Gźon-nu-dpal (1949),  Roerich, George, ed., The Blue Annals, Part 1, ISBN 9788120804715 (em inglês), Motilal Banarsidass (publicado em 1976), consultado em 20 de janeiro de 2018
- Handa, Om Chand (2004), Buddhist Monasteries of Himachal, ISBN 9788173871702 (em inglês), Nova Deli: Indus Publishing, consultado em 11 de agosto de 2016
- Handa, Om Chand (2001), Buddhist Western Himalaya: A politico-religious history, ISBN 9788173871245 (em inglês), Indus Publishing, consultado em 29 de maio de 2018
- Kapadia, Harish (1999), Spiti: Adventures in the Trans-Himalaya, ISBN 9788173870934 (em inglês) 2.ª ed. , Nova Deli: Indus Publishing, consultado em 29 de maio de 2018
- McKay, Alex (2003), Tibet and Her Neighbours: A History, ISBN 9783883757186 (em inglês), Hansjörg Mayer, consultado em 29 de maio de 2018
- Namgyal Nyima Dagkar (1999), «gShen: The Ancestral Clan of Rin chen bzang po», Dharamsala: Library of Tibetan Works & Archives, Tibet Journal, ISSN 0970-5368 (em inglês), 24 (2): 45–59, OCLC 2641780
- Pasang Y. Arya (2009), Short History of Tibetan Medicine (PDF) (em inglês), Neuchâtel: Tibetan Medicine Education Center. www.tibetanmedicine-edu.org, consultado em 29 de maio de 2018
- Rizvi, Janet (1996), Ladakh: Crossroads of High Asia, ISBN 9780195645460 (em inglês) 2ª ed. , Deli: Oxford University Press India
- Tsepak Rigzin (1984), «Rinchen Zangpo: The Great Tibetan Translator», Dharamsala: Library of Tibetan Works & Archives, Tibet Journal, ISSN 0970-5368 (em inglês), 9 (3): 28–37, OCLC 2641780
- Tucci, Giuseppe (1932),  Chandra, Lokesh, ed., Rin Chen Bzan Po: And the Renaissance of Buddhism in Tibet Around the Millenium, ISBN 9788185179193 (em inglês), Nova Deli: Aditya Rakashan (publicado em 1988), consultado em 29 de maio de 2018
- Udbhaṭasiddhisvāmi; Prajñāvarman (1993),  Schneider, Johannes, ed., Der Lobpreis der Vorzüglichkeit des Buddha, ISBN 9783923776238 (em alemão), Indica et Tibetica Verlag